# Kirschsteiniothelia aethiops
Kirschsteiniothelia aethiops är en lavart som först beskrevs av Berk. & M. A. Curtis, och fick sitt nu gällande namn av David Leslie Hawksworth. Enligt Catalogue of Life ingår Kirschsteiniothelia aethiops i släktet Kirschsteiniothelia, klassen Dothideomycetes, divisionen sporsäcksvampar och riket svampar, men enligt Dyntaxa är tillhörigheten istället släktet Kirschsteiniothelia, divisionen sporsäcksvampar och riket svampar. Arten är reproducerande i Sverige. Inga underarter finns listade i Catalogue of Life.